# Padre Hurtado
Padre Hurtado är en kommun i Chile.   Den ligger i provinsen Provincia de Talagante och regionen Región Metropolitana de Santiago, i den södra delen av landet, 23 km sydväst om huvudstaden Santiago de Chile och folkmängden i kommunen uppgår till cirka 60 000 invånare.